# Onychogalea unguifera
Onychogalea unguifera är en pungdjursart som först beskrevs av John Gould 1840. Onychogalea unguifera ingår i släktet Onychogalea och familjen kängurudjur. IUCN kategoriserar arten globalt som livskraftig. Inga underarter finns listade.
Pungdjuret förekommer i norra Australien och vistas där i öppna skogar samt på gräs- eller buskmarker.

## Bildgalleri

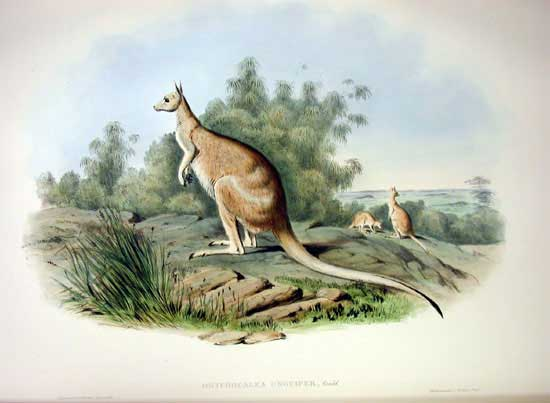
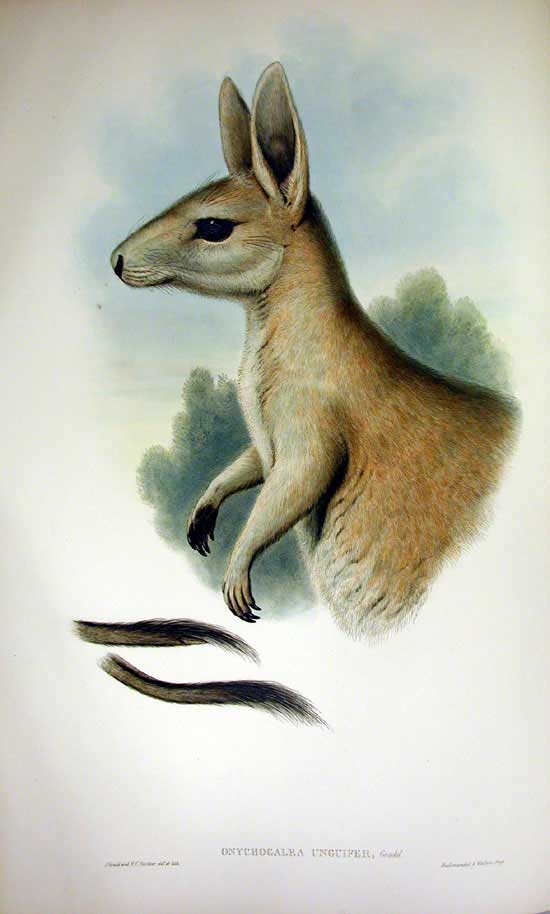